# Aimé Anthuenis
Aimé Anthuenis (ur. 21 grudnia 1943 w Lokeren) – belgijski piłkarz i trener piłkarski. Jako szkoleniowiec w drugiej połowie lat 90. pracował w Racingu Genk, z którym najpierw awansował do pierwszej ligi, a trzy sezony później zdobył mistrzostwo kraju. Do tytułu najlepszej drużyny w Belgii dwukrotnie doprowadził także RSC Anderlecht. Sukcesów z pracy klubowej nie powtórzył w reprezentacji Belgii, której selekcjonerem był od 2002 do 2005 roku; przegrał z nią eliminacje do Euro 2004 i Mundialu 2006. W styczniu 2006 roku został trenerem KSC Lokeren, ale zrezygnował już po miesiącu, tłumacząc się kłopotami zdrowotnymi. Zapowiedział jednocześnie zakończenie kariery szkoleniowej.
W 2010 objął zespół Lierse SK zastępując dotychczasowego trenera Hermana Helleputte.

## Sukcesy szkoleniowe
- mistrzostwo Belgii 1999, wicemistrzostwo Belgii 1998, Puchar Belgii 1998 oraz awans do I ligi w sezonie 1995-96 z Racingiem Genk
- mistrzostwo Belgii 2000 i 2001 z RSC Anderlechtem
- awans do I ligi w sezonie 1994-95 z KSV Waregem
- Trener roku 1999, 2000 i 2001 w Belgii